# Thomastown Quarry SAC
Thomastown Quarry SAC este o arie protejată (arie specială de conservare — SAC, sit de importanță comunitară — SCI) din Irlanda întinsă pe o suprafață de 3,88 ha, integral pe uscat.

## Localizare
Centrul sitului Thomastown Quarry SAC este situat la coordonatele 52°32′06″N 7°08′40″W / 52.534893°N 7.144438°V.

## Înființare
Situl Thomastown Quarry SAC a fost declarat sit de importanță comunitară în noiembrie 2000 pentru a proteja un număr necunoscut de specii din flora spontană și fauna sălbatică aflate în arealul zonei. Situl a fost protejat și ca arie specială de conservare în aprilie 2016.

## Biodiversitate
Situată în ecoregiunea atlantică, aria protejată conține 1 habitat natural: Izvoare petrifiante cu formare de travertin (Cratoneurion).
La baza desemnării sitului se află un număr nedeclarat de specii protejate.
Pe lângă speciile protejate, pe teritoriul sitului au mai fost identificate 1 specie de plante, 2 specii de amfibieni, 2 specii de nevertebrate.